# The American Journal of Semiotics
The American Journal of Semiotics est une revue de recherche évaluée par des pairs. Créée en 1981, cette publication est le journal officiel de la Société sémiotique d'Amérique. La revue traite de la communication et de la culture sous l'angle des codes du discours, incluant les événements, les messages, les pratiques et les textes perçus comme des objets culturels, sociaux et naturels. Elle publie des articles d'actualité, des commentaires et des critiques. Tous les articles sont disponibles en ligne à partir du Philosophy Documentation Center (en). The American Journal of Semiotics est résumé et indexé dans les bases de données International Bibliography of Book Reviews of Scholarly Literature, International Bibliography of Periodical Literature (en), Linguistics and Language Behavior Abstracts (en), MLA International Bibliography (en), PhilPapers et ProQuest (en).   